# その先にあるもの
『その先にあるもの』（そのさきにあるもの）は、2001年5月23日にキティMMEから発売されたSURFACEの11枚目となるシングル。

## 解説
表題曲の「その先にあるもの」は、フジテレビ系 火9ドラマ『新・お水の花道』主題歌。カップリングには、同ドラマの前シリーズの主題歌である「なにしてんの」の別ミックスが収録されている。

## 収録曲
1. その先にあるもの
作詞：椎名慶治、作曲：永谷喬夫、編曲：SURFACE
2. なにしてんの -transit mix-
作詞：椎名慶治、作曲：椎名慶治・永谷喬夫、編曲：SURFACE
3. その先にあるもの -instrumental-

## 収録作品
| 発売日         | タイトル                                                                                   | 規格品番  |
| -------------- | ------------------------------------------------------------------------------------------ | --------- |
| 2001年5月30日  | 大島ミチル『オリジナル・サウンドトラック「新・お水の花道」』                               | UMCK-1030 |
| 2001年6月27日  | 『インストゥルメンタル TVドラマ テーマソング ヴァリエーション』                            | UMCK-1044 |
| 2001年6月27日  | VHS『SURFACE CLIPS 03』                                                                    | UMVK-1515 |
| 2001年12月19日 | ベストアルバム『SURFACE』                                                                  | UMCK-4041 |
| 2003年3月19日  | 『エール! for Love & Life』                                                                | UICZ-4062 |
| 2003年7月16日  | DVD『SURFACE CLIPS 0304』                                                                  | UMBK-1536 |
| 2010年4月28日  | ベストアルバム『Last Attraction』                                                          | UMCK-1350 |
| 2010年11月10日 | DVD『SURFACE Final Live 「Last Attraction」2010.06.13 @ Tokyo International Forum Hall A』 | HWDL-0001 |
| 2013年1月30日  | 『リラクシング・ピアノ・ソロ meets TVドラマ』                                              | UICZ-8107 |